# Ольховка (верхний приток Исети)
Ольхо́вка (до XIX века — Берёзовка) — река в Екатеринбурге, правый приток Исети. Устье находится в северной части городского пруда.

## История
До XIX века один из правобережных притоков Исети, бравший начало в урочище Семь ключей, на картах именовался Берёзовкой. Название «Ольховка» в то время принадлежало некоторым другим правым притокам Исети, со временем получившим другие наименования. Берёзовка же, напротив, стала называться Ольховкой.
После строительства в 1723 году плотины Екатеринбургского завода и образования пруда в северной его части устье Ольховки образовало мыс, на котором располагалась летняя дача Главного командира Уральских горных заводов.
Полноводная река в 1824 году река с юго-востока на северо-запад была перегорожена плотиной, образовавшей одноимённый пруд. Подпорная стенка плотины сохранилась до наших дней и имеет статус архитектуры памятника федерального значения.
В 1990-х годах Ольховка была единственной речкой, впадавшей в городской пруд. В настоящее время на мысу около устья Ольховки расположен учебный корпус Уральского государственного университета путей сообщения.

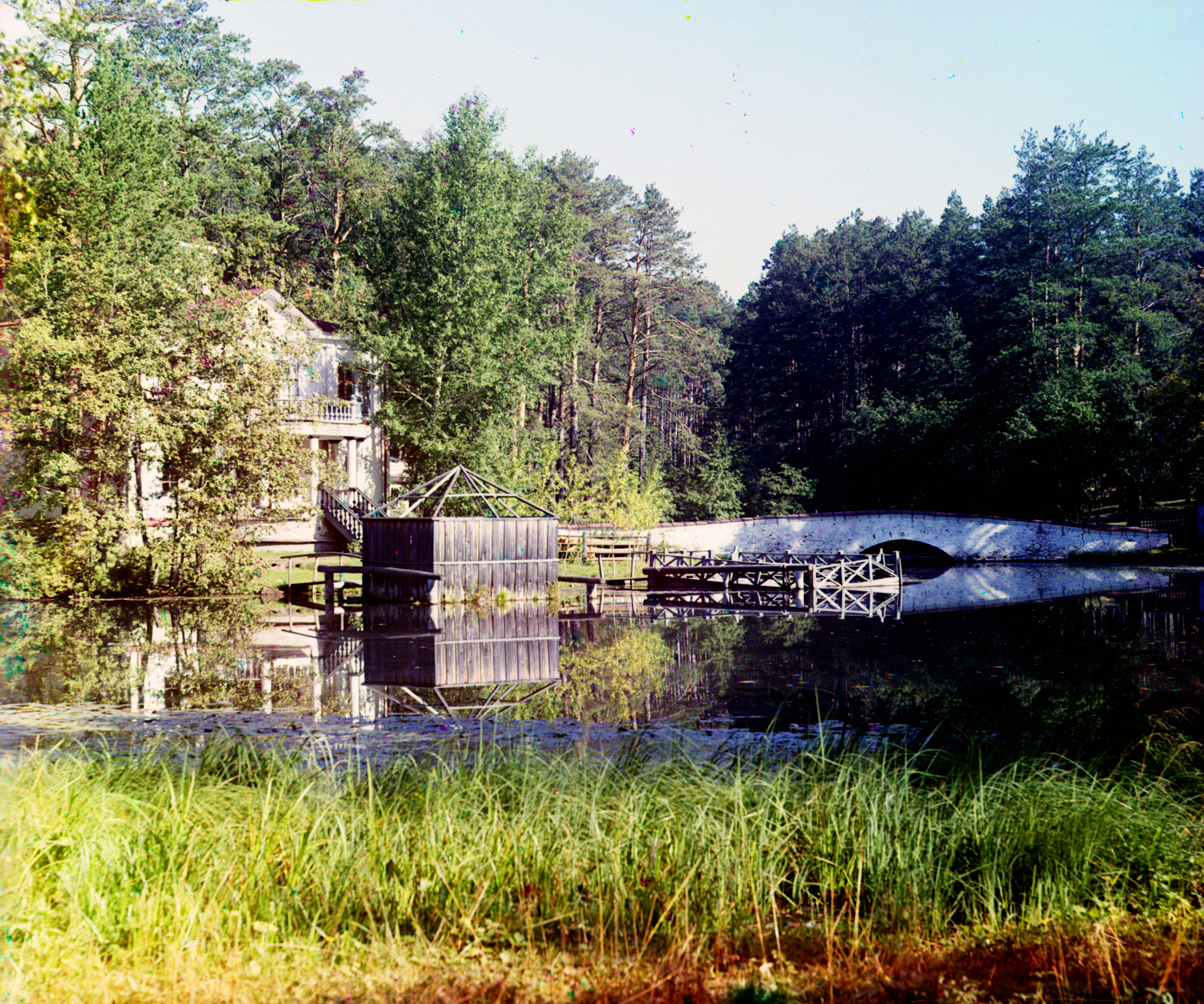
Генеральская дача на Ольховке (С. М. Прокудин-Горский, 1910)
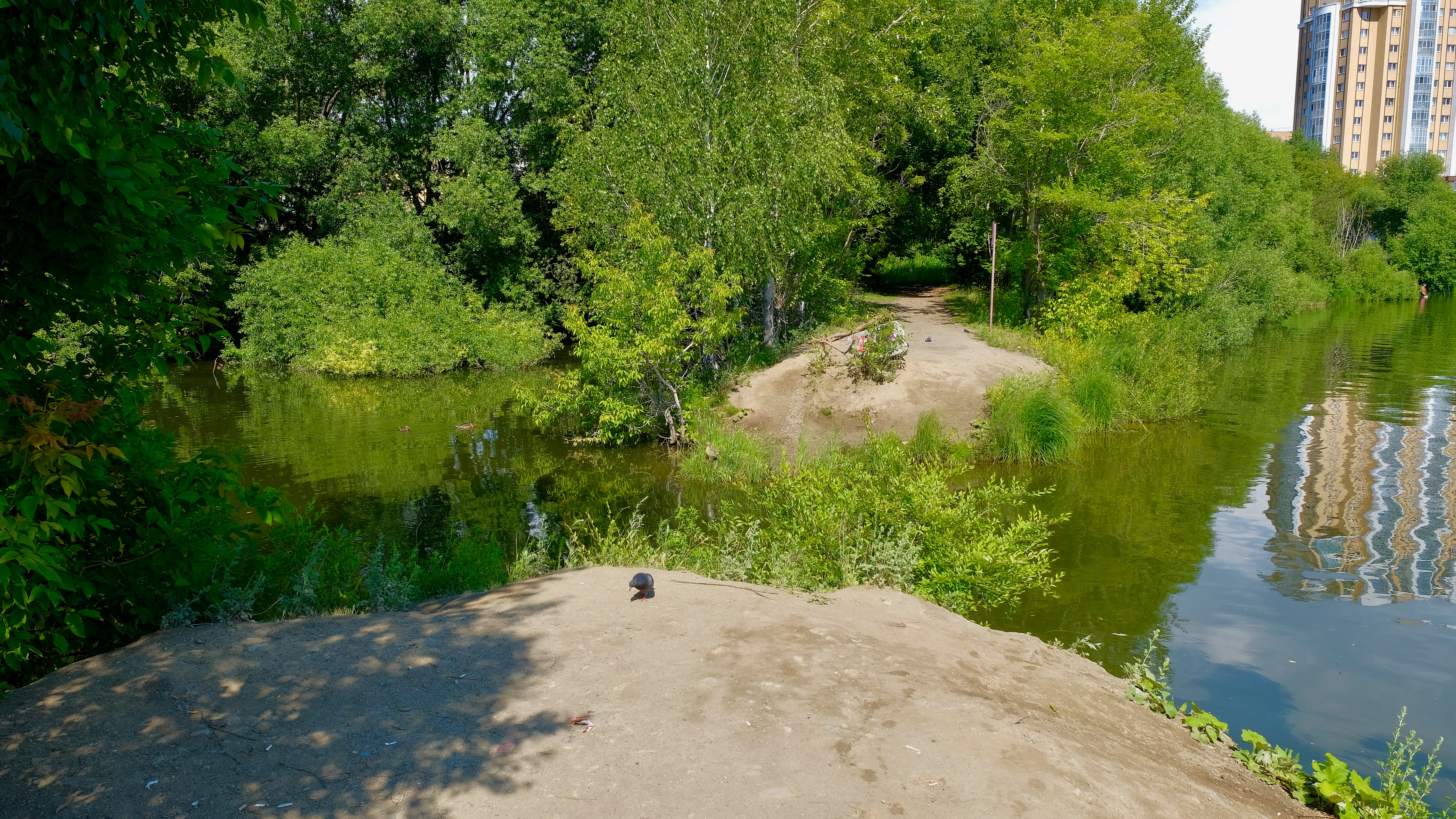
Устье при впадении в городской пруд
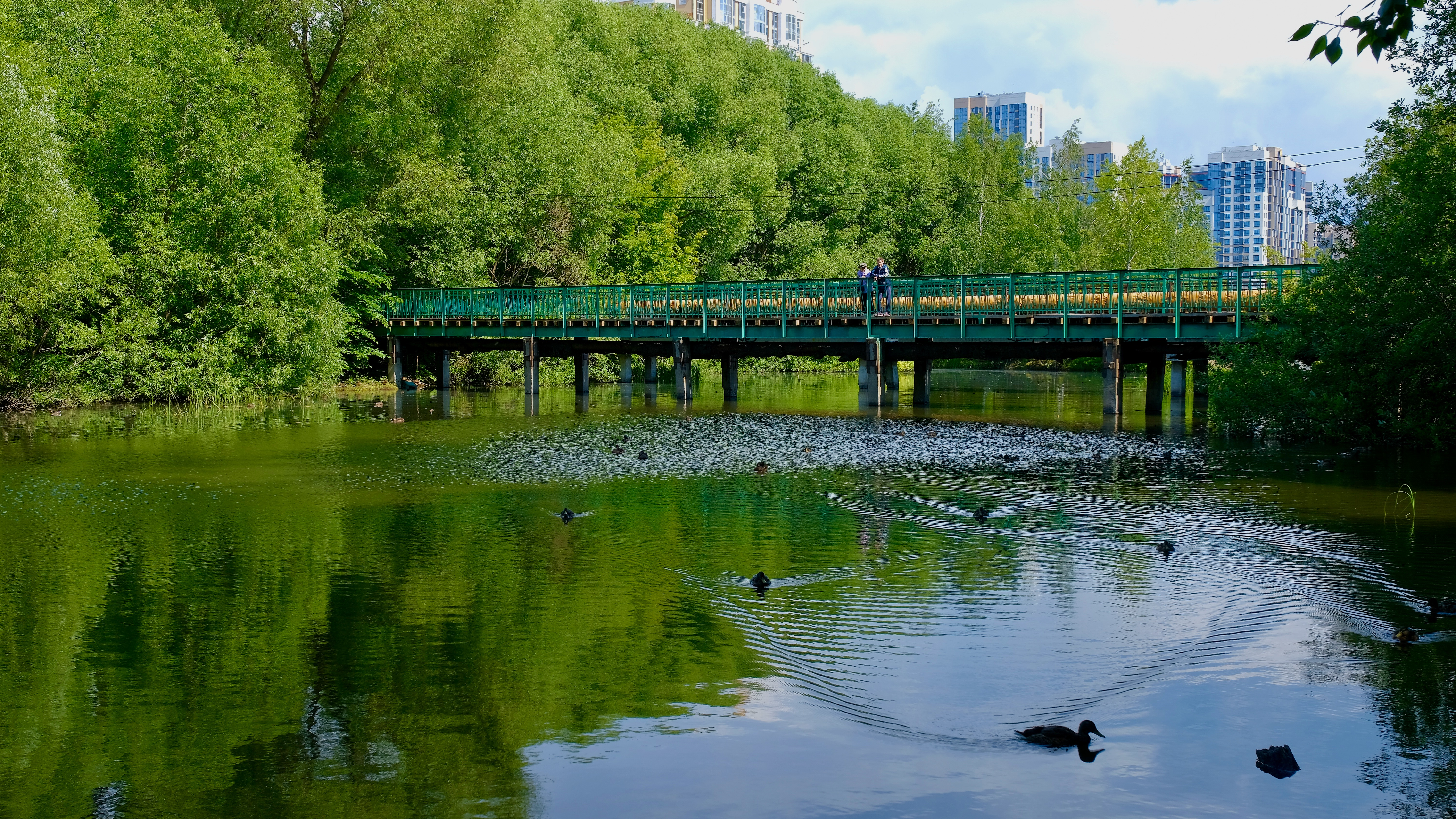
Пешеходный мост в парке УрГУПС
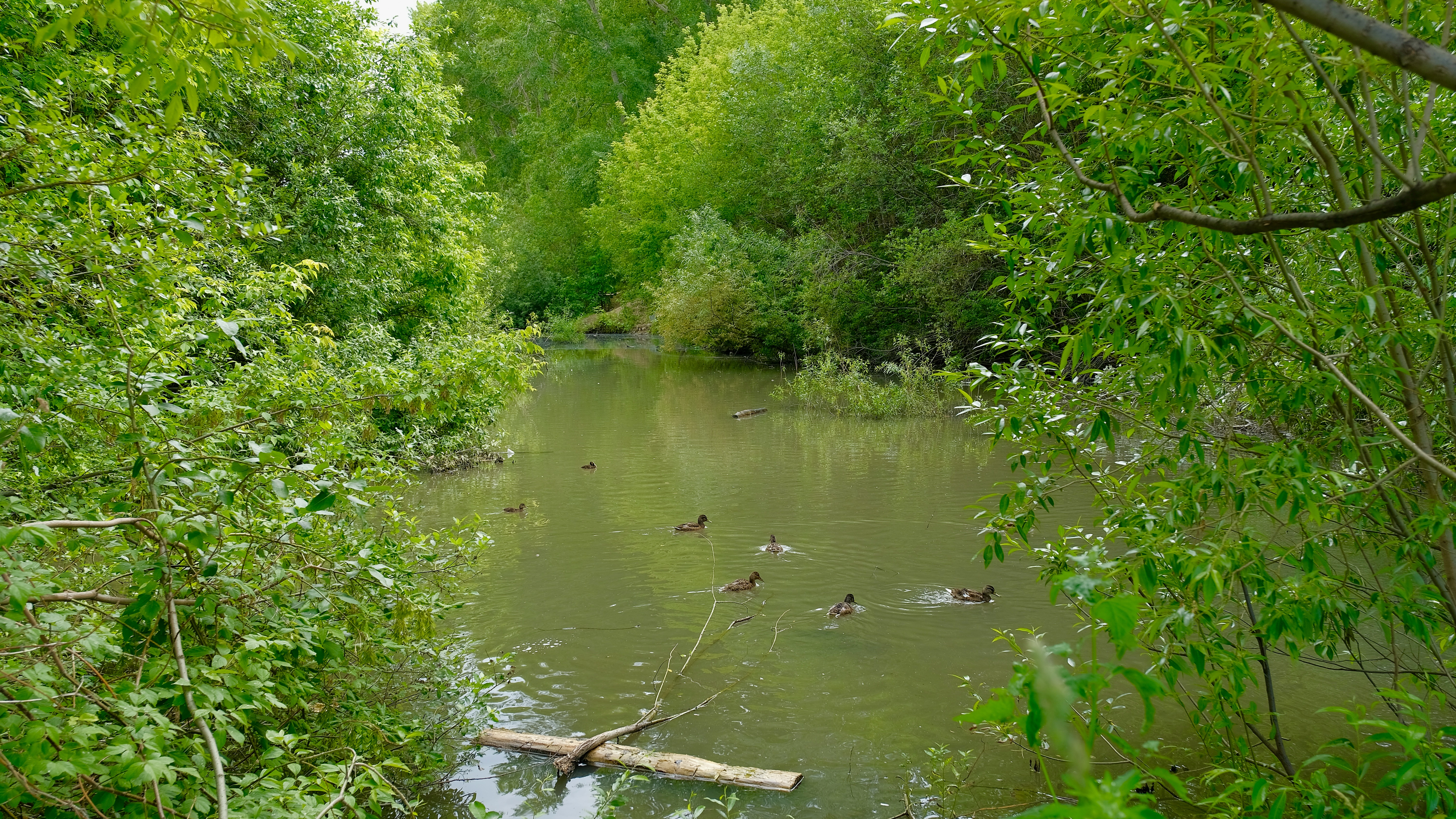
Вид ниже плотины Ольховского пруда
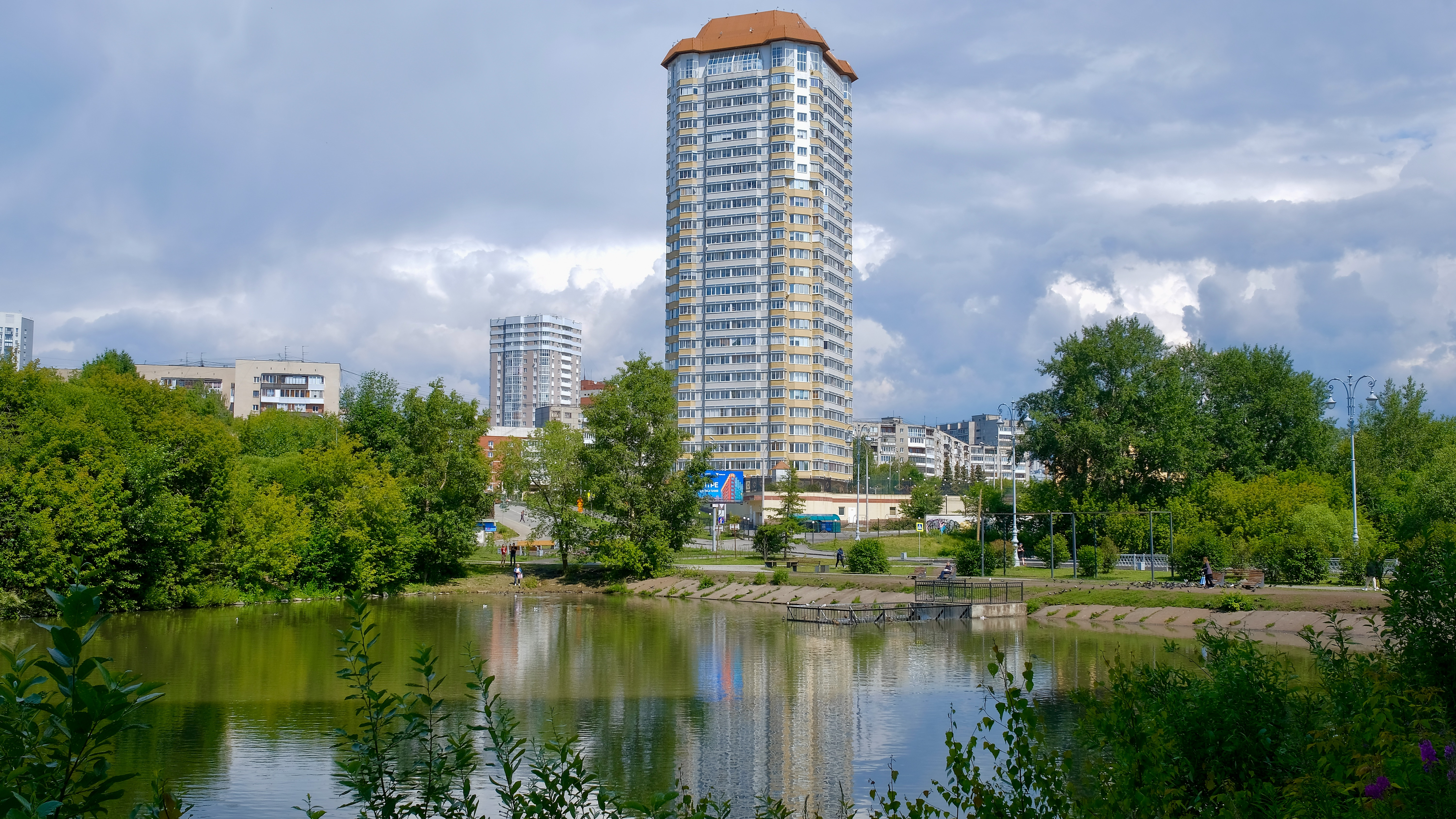
Ольховский пруд
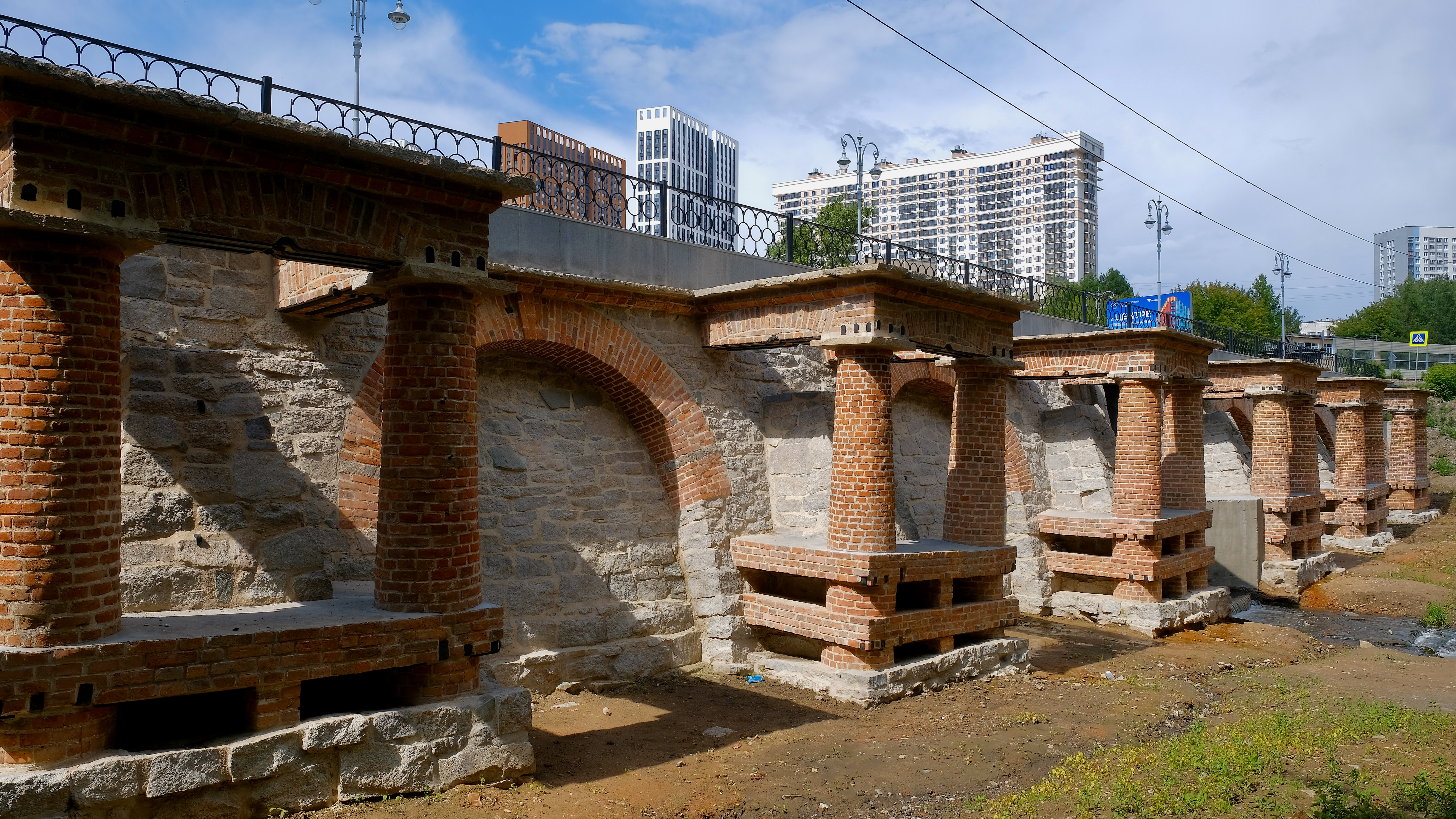
Плотина